# Кригер, Андреас Фредерик
Андреас Фредерик Кригер (Krieger; 1817—1893) — датский юрист и государственный деятель.
Был профессором университета в Копенгагене, позже министром внутренних дел, юстиции и финансов. Ему принадлежала инициатива в деле объединения Дании, Швеции и Норвегии в сфере торгового, морского и вексельного права. Написал «Den slesvigske Formue-, Familie og Arveret» (Копенг., 1853—1855).